# Shimizu Hamaomi

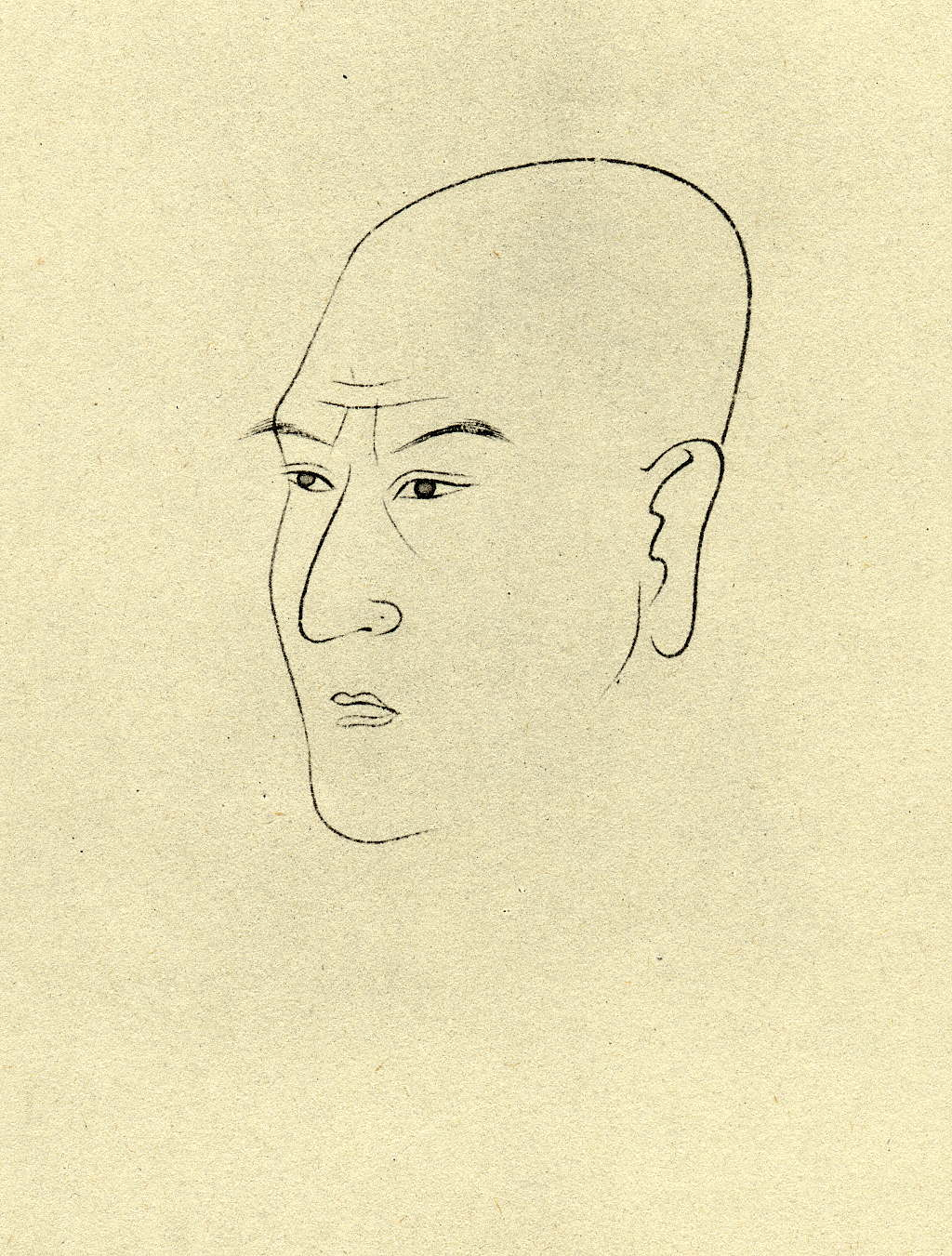
Shimizu Hamaomi, Zeichnung Tani Bunchō

Shimizu Hamaomi (japanisch 清水 浜臣; geboren 1776 in Edo (Provinz Musashi); gestorben 9. Oktober 1824 ebenda) war ein japanischer Dichter, Kenner der japanischen Literatur und Kokugaku-Gelehrter der späten Edo-Zeit.

## Leben und Wirken
Shimizu Hamaomi, geboren als Fujiwara Harunaga, wählte als Go Hamaomi. Er ist aber auch bekannt unter dem Namen Sazanami-no-ya (泊洦舎). Sein Vater war Arzt und Hamaomi war ebenfalls Arzt von Beruf. Er studierte Poesie unter Murata Harumi (1746–1812) und wurde als Nachfolger von Katō Chikage und Harumi zu einer wichtigen Figur in den Kreisen der Edo-Dichter.
Zu Shimizus Gedichtsammlungen gehört das „Sasanaminoya-shū“ (泊洦舎集), das von seinem Sohn Mitsufusa (清水 光房; gestorben 1865) 1829 herausgegeben wurde und das Zeilen wie „Umazake ni ware eisama ni keri kashira kashira te tehi ehi ashira hi ware ni keri“ (美酒にわれ酔ひにけり頭ゑひ手ゑひ足ゑひわれゑひにけり) – „Ich betrinke mich mit feinem Sake, mein Kopf, meine Hände, meine Füße, meine Beine, ich betrinke mich.“ enthält. Er bearbeitete und veröffentlichte auch das fünfbändige „Kemmon Ikō“ (県門遺稿) – „Nachlass des Kemmon“ von 1811 bis 1823, das sehr geschätzt wurde, weil zu befürchten war, dass die Schriften von Kamo no Mabuchi (1697–1769), auch als „Kemmon“ bekannt, verloren gehen könnten. Es gibt weiter die Aufsatzsammlung „Sazanamiya Fudebanashi“ (泊洦筆話) aus dem Jahr 1816, die Anekdoten aus dem Leben von Bekannten Kemmons und Essays enthält.